# Manizha Talash
Manizha Talash, nota anche con lo pseudonimo di Talash (in persiano منیژه تلاش‎; Kabul, 22 dicembre 2002), è una danzatrice afghana che ha rappresentato gli Atleti Olimpici Rifugiati ai Giochi della XXXIII Olimpiade nella gara femminile di break dance.

## Biografia

### Infanzia e primi contatti con la break dance
Manizha è nata il 22 dicembre 2002 ed è cresciuta nei pressi di Kabul, capitale dell'Afghanistan.
Nell'ottobre 2020, all'età di 17 anni, mentre lavorava per una ONG che aiuta gli orfani a studiare, è entrata per la prima volta in contatto con la break dance, grazie a un video caricato su Facebook da Jawad Saberi. In merito a ciò, durante un'intervista ha dichiarato:«Quando ho visto questo video di un uomo che roteava sulla sua testa, mi sono immediatamente detta: "Questo è quello che voglio fare con la mia vita"». In seguito la Talash è riuscita a mettersi in contatto diretto con Saberi, che l'ha avvicinata al mondo della break dance e le ha permesso di entrare a far parte del gruppo Superiors Crew, dove lei era l'unica donna su un totale di 56 iscritti, aspetto che ha fatto ricevere diverse minacce di morte al club.

### La fuga dall'Afghanistan
La Talash è stata descritta da molte testate giornalistiche come la prima breaker afghana, la quale ha dovuto fronteggiare moltissime sfide in quanto il ballo viene visto generalmente in maniera negativa in Afghanistan. Nonostante la famiglia fosse contraria, la Talash ha comunque continuato a praticare break dance, ricevendo oltretutto diverse minacce di morte. Difatti, il club dove Manizha si allenava è stato bersaglio di tre diversi bombardamenti, due dei quali sono andati a segno provocando diverse vittime. Successivamente venne ordinato al suo club di chiudere immediatamente, in quanto rappresentava una "grave minaccia". Nonostante tutto, la Talash ha comunque continuato a sostenere di "amare troppo la break dance" e di non voler assolutamente smettere.
Dopo che i Talebani assunsero il controllo dell'intero Afghanistan nel 2021, proibendo la danza in quanto "non islamica", Manizha e suo fratello più piccolo fuggirono in Pakistan, dove hanno vissuto per un anno. Insieme al fratello e ad altri sei membri del suo club di break dance, la Talash si trasferì in Spagna, a Madrid, come rifugiata.

### Partecipazione ai Giochi olimpici di Parigi 2024
Tramite un amico giornalista, che presenta domanda per la Talash, Manizha viene selezionata ai Giochi della XXXIII Olimpiadi di Parigi per gareggiare come parte degli Atleti Olimpici Rifugiati. Manizha ha preso parte alla gara femminile di break dance, gareggiando nella fase di pre-qualificazione. Durante la sua prestazione, la Talash ha indossato un copricapo con su scritto in inglese "Liberate le donne afghane". Manizha ha perso la gara di pre-qualificazione contro l'olandese India Sardjoe, con un punteggio di 3 a 0, prima di essere però ufficialmente squalificata per aver mostrato un messaggio politico, gesto che rappresenta una violazione della regola 50 della Carta Olimpica.

## Vita personale
Dopo essersi trasferita a Madrid nel 2022, la Talash ha imparato lo spagnolo. Grazie alla notorietà ottenuta dall'atleta dopo la sua qualificazione alle Olimpiadi di Parigi 2024, nel 2024 è riuscita a ricongiungersi con sua madre, che fino a quel momento aveva continuato a vivere in Afghanistan, portandola in Spagna. L'atleta adora tingersi i capelli e ha una spiccata passione per la moda, tanto che ha in programma la realizzazione di una linea di abiti streetwear basati sullo stile tradizionale afghano.